# Bradypodion taeniabronchum
Espèce
Synonymes
- Chamaeleo taeniabronchus Smith, 1831

Statut de conservation UICN

 LC  : Préoccupation mineure
Statut CITES
Bradypodion taeniabronchum est une espèce de sauriens de la famille des Chamaeleonidae. Cette espèce effectue une reproduction vivipare, donc met au monde des petits en vie.

## Répartition
Cette espèce est endémique du Cap-Oriental en Afrique du Sud.

## Publication originale
- Smith, 1831 : Contributions to the natural history of South Africa. South African quarterly journal, vol. 1, n. 5, p. 9-24 (texte intégral).